# Siri Magnus-Lagercrantz

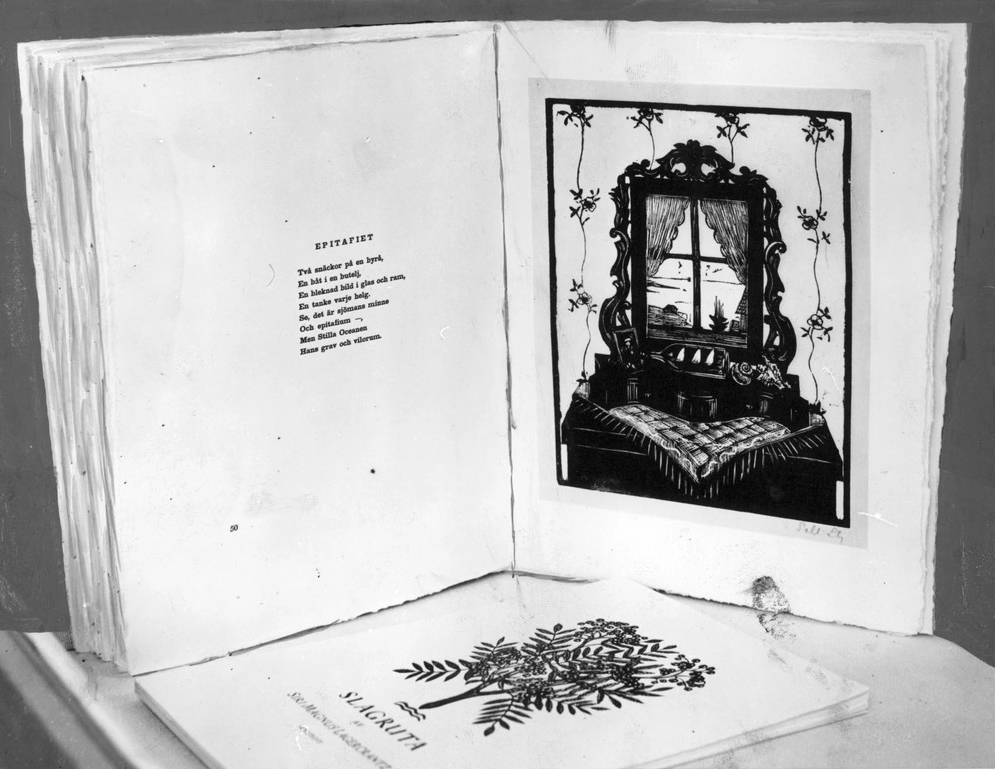
Ett uppslag ur boken Slagruta.

Siri Elise Magnus-Lagercrantz, född Magnus 28 september 1875 i Göteborg, död 17 april 1944 i Uppsala, var en svensk målare, illustratör och grafiker specialiserad på träsnittskonst.

## Biografi
Siri Magnus-Lagercrantz var dotter till grosshandlaren Adolf Magnus och Ellen Fanny Raphael och från 1916 gift med professorn Otto Lagercrantz och  mor till Carl Lagercrantz. Hon studerade konst för Carl Larsson vid Valands målarskola i Göteborg 1892 och en kortare tid för Robert Thegerström samt vid Konstnärsförbundets skola i Stockholm därefter bedrev hon studier vid Académie Colarossi i Paris. Hon studerade grafik vid Künstlerinnenvereins skola i München och för Max Kleinsorg i Köpenhamn. Som medlem i Föreningen Original-Träsnitt tillhörde hon en av banbrytarna för den moderna träsnittskonsten i Sverige. Tillsammans med Mollie Faustman, Ingegerd Beskow, Hilda Heyman, Ninnan Santesson, Agnes Elvi Tondén, Berta Wilhelmson, Thyra Appelberg och Eda Douscha ställde hon ut på Göteborgs konsthall 1931. Hon medverkade i samlingsutställningar med Föreningen Svenska Konstnärinnor och med Föreningen Original-Träsnitt. Hon var representerad vid Göteborgs konsthalls jubileumsutställningen 1960 och i utställningen De berömda och de glömda. Kvinnliga svenska modernister 1900-1930 som visades på Norrköpings konsthall 2006. Hennes konst består av stiliserade blommotiv och figurstudier i olja men framför allt träsnitt samt en rad exlibris. Som illustratör illustrerade hon bokomslaget till Carl G. Laurins bok Ros och ris 1918 och P D A Atterboms Blommorna 1924 samt sin egen samling Slagruta, Träsnitt med rim 1938. Magnus-Lagercrantz är representerad vid Nationalmuseum, Västerås konstgalleri, Kalmar konstmuseum, British museum och Victoria and Albert Museum i London. 
Siri Magnus-Lagercrantz är begravd på Uppsala gamla kyrkogård.